# Aman Mikael Andom
Aman Mikael Andom (ur. 21 czerwca 1924 w Chartumie, zm. 23 listopada 1974) – polityk etiopski, przewodniczący Dergu (Wojskowej Rady Administracyjnej) od 12 sierpnia do 17 listopada 1974, po obaleniu cesarza Haile Selassie I; zmarł w niewyjaśnionych okolicznościach.

## Życiorys
Urodził się w Chartumie na terenie Sudanu. W Chartumie uczęszczał do Comboni College i St. George’s Military School. W czasie II wojny światowej służył w szeregach zorganizowanej przez cesarza Haile Selassie na terenie Sudanu armii etiopskiej, która walczyła przeciwko okupującym Etiopię wojskom włoskim. Andom szybko awansował i w 1962 roku został generałem majorem. W 1964 roku Andom został attaché wojskowym przy etiopskiej ambasadzie w Waszyngtonie. W tym czasie ukończył studia na Uniwersytecie Howarda. Po powrocie do kraju w lipcu 1965 roku został mianowany przez cesarza ministrem obrony. W sierpniu 1974 roku awansował na stopień generała porucznika i objął stanowisko szefa sztabu armii etiopskiej. W tym czasie narastający w Etopii głęboki kryzys polityczny doprowadził do otwartych wystąpień przeciwko rządom cesarza Hajle Selassie. We wrześniu 1974 roku armia ostatecznie odsunęła cesarza od władzy, a Aman stanął na czele państwa, piastując jednocześnie godność ministra obrony i szefa sztabu. Początkowo widziano w Amanie głównego organizatora przewrotu i silnego człowieka nowego reżimu. Rzeczywistość jednak była inna. Pozycja Amana była bardzo słaba, co szczególnie ujawniło się podczas krwawych zajść do jakich doszło nocą 23 listopada 1974 roku, kiedy to rozstrzelano 59 członków dawnego rządu cesarskiego, wywodzących się ze starej arystokracji. Tej samej nocy na polecenie Mengystu Hajle Marjama, który jak się później okazało, był rzeczywistym autorem przewrotu, skierowano do domu Amana oddziały wojskowe. Po krótkiej walce rezydencja generała została zdobyta, a on sam zginął. Po śmierci Amana podniosły się głosy, że był z pochodzenia Erytrejczykiem, a jego śmierć była karą za wspieranie erytrejskich partyzantów dążących do oderwania się od Etiopii.